# 충주중산고등학교
충주중산고등학교(忠州中山高等學校)는 대한민국 충청북도 충주시 호암동에 위치한 사립 고등학교이다.

## 학교 연혁
- 1965년 3월 6일 : 학교법인 충주 미덕학원 설립인가
- 1968년 3월 11일 : 안동준 이사장 취임
- 1987년 : 충주종합고등학교 설립인가
- 1990년 : 현(現) 충주중산고등학교 제1회 졸업
- 1992년 3월 2일 : 중산외국어고등학교 개교(5개 학과 15개 학급)
- 1992년 3월 2일 : 제1대 안건일 박사 교장으로 취임
- 1996년 1월 13일 : 기숙사 신축 이전
- 2011년 2월 8일 : 제22회 졸업식 269명 졸업 (총계 5,067명)
- 2011년 3월 2일 : 중산외국어고등학교에서 충주중산고등학교로 인문계 고등학교 전환 및 교명변경
- 2011년 3월 2일 : 2011학년도 신입생 281명 입학
- 2022년 1월 7일 : 제33회 졸업식(남 85명, 여 88명 계 173명, 총 7,611명)
- 2024년 1월 5일 : 제35회 졸업식(남 78명, 여 66명 계 144명)
- 2024년 3월 4일 : 제6대 강준희 교장 취임
- 2024년 3월 4일 : 제38회 입학식(남 70명, 여 75명 계 145명)

## 참고 자료
- 충주중산고등학교 - 한국교육학술정보원 학교알리미